# Минами, Маю
Ма́ю Мина́ми (; род. 2 марта 1995) — японская кёрлингистка.
В составе женской сборной Японии участница зимней Универсиады 2015.

## Достижения
- Тихоокеанско-Азиатский чемпионат по кёрлингу среди юниоров: бронза (2014).

## Команды
| Сезон   | Четвёртый        | Третий           | Второй        | Первый     | Запасной        | Тренер           | Турниры            |
| ------- | ---------------- | ---------------- | ------------- | ---------- | --------------- | ---------------- | ------------------ |
| 2013—14 | Маю Минами       | Мидзуки Китагути | Маю Нацуизака | Мари Икава | Котоми Мотизуки | Kazumi Takeshima | ТАЧЮ 2014          |
| 2014—15 | Маю Минами       | Мидзуки Китагути | Маю Нацуизака | Мари Икава | Котоми Мотизуки | Sakurako Terada  | ЗУ 2015 (9 место)  |
| 2015—16 | Мидзуки Китагути | Маю Минами       | Маю Нацуизака | Мари Икава |                 |                  | ЧЯЖ 2016 (7 место) |
| 2016—17 | Мидзуки Китагути | Маю Минами       | Маю Нацуизака | Мари Икава |                 |                  | ЧЯЖ 2017 (6 место) |

(скипы выделены полужирным шрифтом)